# Tünde Szabó
Tünde Szabó (ur. 31 maja 1974 w Nyíregyházie) – węgierska pływaczka, specjalizująca się w stylu grzbietowym, wicemistrzyni olimpijska z Barcelony na dystansie 100 m stylem grzbietowym.
Zdobyła także dwa srebrne medale Mistrzostw Europy w 1991 r. w Atenach na 100 i 200 m stylem grzbietowym. W tym samym roku została wicemistrzynią Świata z Perth na 100 m stylem grzbietowym.